# Опыт Хейнса — Шокли

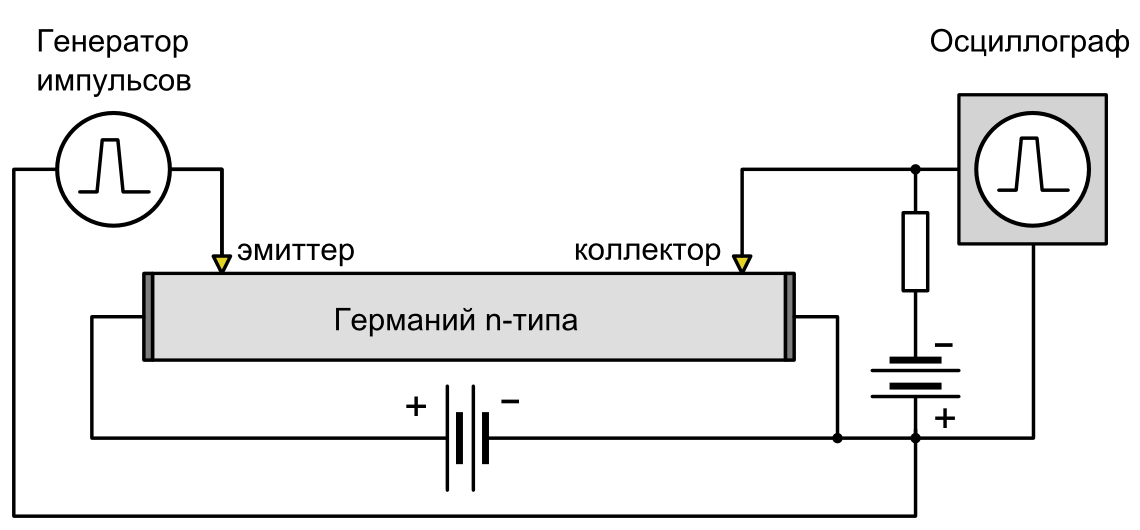
Установка для проведения опыта Хейнса, 1948

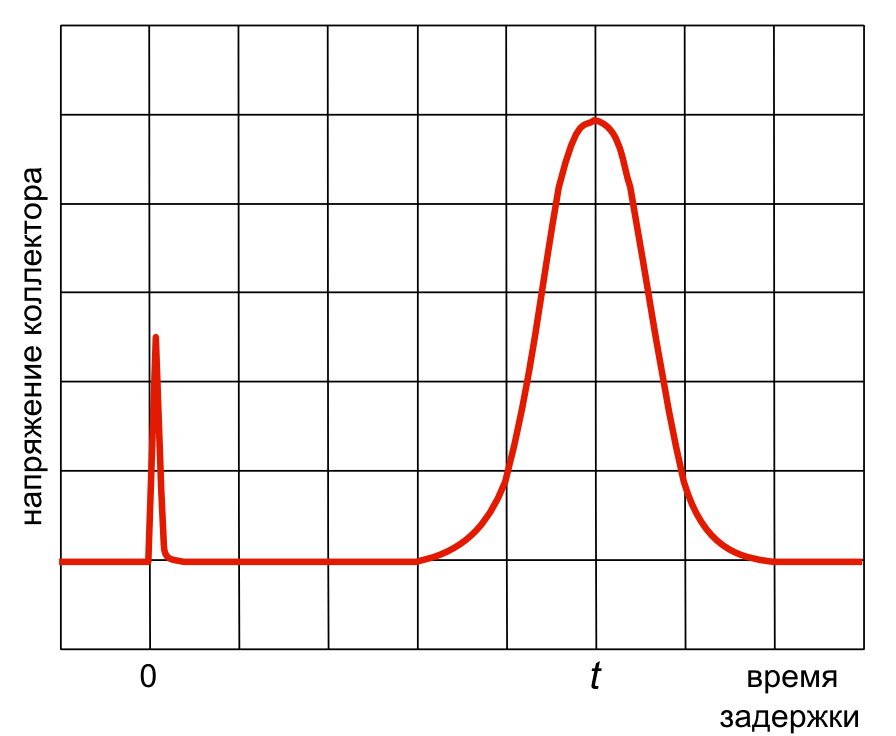
Форма сигнала на зонде-коллекторе. Узкий первый импульс совпадает по времени с передним фронтом импульса генератора.

Опыт Хейнса — Шокли — классический физический эксперимент, впервые доказавший существование тока неосновных носителей (дырочной проводимости в полупроводнике n-типа) в полупроводниках и позволивший измерить основные свойства дырок — скорость дрейфа и скорость диффузии. Опыт был поставлен Ричардом Хейнсом в лаборатории полупроводников Bell Labs в феврале 1948 года и теоретически объяснён Уильямом Шокли. Статья Хейнса и Шокли с описанием опыта была опубликована в 1949 году в Physical Review.

## Описание эксперимента
В своём первом опыте Хейнс использовал стержень из германия с электронным типом проводимости длиной 25 мм и поперечным сечением около 8 мм². Концы стержня были подключены к батарее, порождавшей в стержне ток электронов (справа налево, из минуса — в плюс). Левый по схеме скользящий контакт-зонд (аналог эмиттера точечного транзистора) был подключен к генератору коротких импульсов тока положительной полярности, правый контакт-зонд (аналог коллектора) был подключен к осциллографу, синхронизируемому генератором в ждущем режиме.
Если бы стержень был изготовлен не из полупроводника, а из металла, то в нём бы протекал только ток электронов, и наблюдаемый на экране осциллографа импульс совпадал бы по времени с импульсом тока генератора. Но в эксперименте с германиевым стержнем на экране осциллографа наблюдалось два импульса. Первый из них, узкий импульс тока замыкания, совпадал по времени с передним фронтом импульса генератора, второй (импульс дырочного тока) значительно оставал от импульса генератора и имел размытую, колоколообразную форму. Задержка и ширина второго импульса увеличивались с ростом расстояния между зондами. При изменении полярности батареи второй (размытый) импульс не наблюдался.
Шокли объяснил увиденное тем, что эмиттер инжектирует в стержень не электроны, а дырки. Инжектированные дырки дрейфуют в сторону отрицательного полюса батареи (вправо) со скоростью, прямо пропорциональной напряжённости поля в полупроводнике. Время дрейфа между двумя зондами пропрорционально расстоянию между ними. Одновременно, хаотичные тепловые перемещения дырок (диффузия) приводят к размыванию формы импульса. За время дрейфа группы инжектированных дырок между двумя зондами «она может распространиться по всему поперечному сечению образца и вдоль него на величину, кратную нескольким его диаметрам». При изменении полярности батареи дырки движутся в сторону, противоположную коллектору (влево от эмиттера) — поэтому расположенный справа от эмиттера коллектор «не видит» импульса дырочного тока.
Измерения, проведённые на кремнии и германии разных типов проводимости, подтвердили положение статистической физики о том, что подвижность μ (зависимость скорости дрейфа от напряжённости поля) и электронов, и дырок связана с коэффициентом диффузии D простым отношением:
D = μ (kT/q), где kT/q — электрический потенциал, соответствующий средней тепловой энергии электрона, и равный 25 мВ при комнатной температуре.

Смысл его таков, что электрон, участвующий в беспорядочном тепловом движении, способен преодолеть потенциальный барьер с высотой, равной в среднем 0,025 В. Другими словами, 0,025 В — это электрический потенциал, соответствующий средней тепловой энергии электрона. То обстоятельство, что указанное отношение равно 0,025 В, показывает, что заряд носителей, дрейф и диффузия которых исследуются в опыте Хайнса, равен по величине заряду электрона.

## Уравнения для токов
Чтобы увидеть эффект, рассмотрим полупроводник n-типа длиной d. Нас будут интересовать такие характеристики носителей тока как подвижность, коэффициент диффузии и время релаксации. Удобно рассматривать одномерную задачу (векторы опущены для простоты).
Уравнения для электронного и дырочного токов записываются в виде:
{\displaystyle j_{e}=-\mu _{n}nE-D_{n}{\frac {\partial n}{\partial x}}}
{\displaystyle j_{p}=+\mu _{p}pE-D_{p}{\frac {\partial p}{\partial x}}}
где je(p) — плотность тока для электронов (e) и дырок(p), μe(p) — соответствующие подвижности, E — электрическое поле, n и p — плотности носителей заряда, De(p) — коэффициенты диффузии, x — независимая координата. Первое слагаемое в каждом уравнении линейное по электрическому полю соответствует дрейфовой составляющей полного тока, а второе — пропорциональное градиенту концентрации — диффузии.

## Вывод
Рассмотрим уравнение непрерывности:
{\displaystyle {\frac {\partial n}{\partial t}}={\frac {-(n-n_{0})}{\tau _{n}}}-{\frac {\partial j_{e}}{\partial x}}}
{\displaystyle {\frac {\partial p}{\partial t}}={\frac {-(p-p_{0})}{\tau _{p}}}-{\frac {\partial j_{p}}{\partial x}}.}
Индекс 0 указывает равновесные концентрации. Электроны и дырки рекомбинируют с временем жизни носителей τ.
Определим
{\displaystyle p_{1}=p-p_{0}\,,\quad n_{1}=n-n_{0}}
поэтому приведённая выше система уравнений преобразуется к виду:
{\displaystyle {\frac {\partial p_{1}}{\partial t}}=D_{p}{\frac {\partial ^{2}p_{1}}{\partial x^{2}}}-\mu _{p}p{\frac {\partial E}{\partial x}}-\mu _{p}E{\frac {\partial p_{1}}{\partial x}}-{\frac {p_{1}}{\tau _{p}}}}
{\displaystyle {\frac {\partial n_{1}}{\partial t}}=D_{n}{\frac {\partial ^{2}n_{1}}{\partial x^{2}}}+\mu _{n}n{\frac {\partial E}{\partial x}}+\mu _{n}E{\frac {\partial n_{1}}{\partial x}}-{\frac {n_{1}}{\tau _{n}}}}
В простейшем приближении, можно считать электрическое поле постоянным между левым и правым электродами и пренебречь ∂E/∂x, однако, электроны и дырки диффундируют с разными скоростями, и материал имеет локальный электрический заряд, вызывая неоднородное распределение электрического поля, которое может быть рассчитано из закона Гаусса:
{\displaystyle {\frac {\partial E}{\partial x}}={\frac {\rho }{\epsilon \epsilon _{0}}}={\frac {e_{0}((p-p_{0})-(n-n_{0}))}{\epsilon \epsilon _{0}}}={\frac {e_{0}(p_{1}-n_{1})}{\epsilon \epsilon _{0}}}}
где ε — диэлектрическая проницаемость полупроводника, ε0 — диэлектрическая проницаемость вакуума, ρ — плотность заряда, и e0 — элементарный заряд.
сделаем замену переменных:
{\displaystyle p_{1}=n_{\text{mean}}+\delta \,,\quad n_{1}=n_{\text{mean}}-\delta \,,}
и пусть δ будет гораздо меньше, чем {\displaystyle n_{\text{mean}}}. Два исходных уравнений запишутся в виде:
{\displaystyle {\frac {\partial n_{\text{mean}}}{\partial t}}=D_{p}{\frac {\partial ^{2}n_{\text{mean}}}{\partial x^{2}}}-\mu _{p}p{\frac {\partial E}{\partial x}}-\mu _{p}E{\frac {\partial n_{\text{mean}}}{\partial x}}-{\frac {n_{\text{mean}}}{\tau _{p}}}}
{\displaystyle {\frac {\partial n_{\text{mean}}}{\partial t}}=D_{n}{\frac {\partial ^{2}n_{\text{mean}}}{\partial x^{2}}}+\mu _{n}n{\frac {\partial E}{\partial x}}+\mu _{n}E{\frac {\partial n_{\text{mean}}}{\partial x}}-{\frac {n_{\text{mean}}}{\tau _{n}}}}
Используя соотношение Эйнштейна {\displaystyle \mu =e\beta D}, где β — величина обратная произведению температуры и постояннай Больцмана, эти два уравнения можно объединить:
{\displaystyle {\frac {\partial n_{\text{mean}}}{\partial t}}=D^{*}{\frac {\partial ^{2}n_{\text{mean}}}{\partial x^{2}}}-\mu ^{*}E{\frac {\partial n_{\text{mean}}}{\partial x}}-{\frac {n_{\text{mean}}}{\tau ^{*}}},}
где для D*, μ* and τ* справедливо:
{\displaystyle D^{*}={\frac {D_{n}D_{p}(n+p)}{pD_{p}+nD_{n}}}}, {\displaystyle \mu ^{*}={\frac {\mu _{n}\mu _{p}(n-p)}{p\mu _{p}+n\mu _{n}}}} and {\displaystyle {\frac {1}{\tau ^{*}}}={\frac {p\mu _{p}\tau _{p}+n\mu _{n}\tau _{n}}{\tau _{p}\tau _{n}(p\mu _{p}+n\mu _{n})}}.}
Учитывая, n >> p или p → 0 (что справедливо для полупроводников только с малой концентрацией неосновных носителей), D* → Dp, μ* → μp и 1/τ* → 1/τp. Полупроводник ведет себя, как если бы только дырки двигались в нём.
Окончательное выражение для носителей:
{\displaystyle n_{\text{mean}}(x,t)=A{\frac {1}{\sqrt {4\pi D^{*}t}}}e^{-t/\tau ^{*}}e^{-{\frac {(x+\mu ^{*}Et-x_{0})^{2}}{4D^{*}t}}}}
Его можно интерпретировать как дельта-функцию, которая создается сразу же после импульса. Дырки затем начать двигаться к противоположному электроду, где их детектируют. Сигнал при этом приоретает форму гауссиана.
Параметры μ, D и τ можно получить из анализа формы сигнала.
{\displaystyle \mu ^{*}={\frac {d}{Et_{0}}}\,,}
{\displaystyle D^{*}=(\mu ^{*}E)^{2}{\frac {(\delta t)^{2}}{16t_{0}}}\,,}
где d — расстояние дрейфа за время t0, и δt — ширина импульса.